# Cabreúva
Cabreúva là một đô thị ở bang São Paulo của Brasil. Tọa độ địa lý là 23º18'27" S e 47º07'59" W. Đô thị này có dân số 36.106 người và diện tích 259,8 km².

## Thông tin nhân khẩu
Dữ liệu dân số theo điều tra dân số năm 2000
Tổng dân số: 33.100
- Dân số thành thị: 25.760
- Dân số nông thôn: 7.340
- Nam giới: 16.946
- Nữ giới: 16.154

Mật độ dân số (người/km²): 127,41
Tỷ lệ tử vong trẻ sơ sinh dưới 1 tuổi (trên một triệu người): 16,02
Tuổi thọ bình quân (tuổi): 71,14
Tỷ lệ sinh (số trẻ trên mỗi bà mẹ): 2,56
Tỷ lệ biết đọc biết viết: 90,05%
Chỉ số phát triển con người (HDI-M): 0,774
- Chỉ số phát triển con người - Thu nhập: 0,709
- Chỉ số phát triển con người - Tuổi thọ: 0,769
- Chỉ số phát triển con người - Giáo dục: 0,845

(Nguồn: IPEADATA)

### Sông ngòi
- Sông Tietê

### Các xa lộ
- SP-312
- SP-300

## Hành chính
- Prefeito: Cláudio Antônio Giannini (2005/2008)
- Vice-prefeito: Lúcia Sara Bengio Ciola
- Presidente da câmara: Antonio Carlos Mangini (2007/2008)

## Một vài hình ảnh

Igreja MatrizIgreja Matriz
rio Tietêrio Tietê